# Nembrotha lineolata
 Nembrotha lineolata  là một loài động vật thân mềm chân bụng nhiều màu sắc của họ Polyceridae. Loài này được tìm thấy trong vùng nước nông ở Ấn Độ-Thái Bình Dương. Loài này được mô tả lần đầu tiên vào năm 1905 bởi nhà nghiên cứu nhuyễn thể người Đan Mạch Rudolph Bergh. Địa phương điển hình là đảo Selayar, Indonesia.

## Môi trường sống
Loài sên biển này xuất hiện tại vùng biển Ấn Độ Dương-Tây Thái Bình Dương từ bờ biển Đông Phi đến Úc, Fiji và quần đảo Solomon. Phạm vi phân bố bao gồm Bali, Fiji, Palau, Papua New Guinea, Malaysia, Nhật Bản, Quần đảo Kerama, Quần đảo Ryukyu, Philippines, Úc, Ấn Độ Dương, Seychelles, Tanzania và quần đảo Comoros.